# Ovariální synchronizace
Ovariální synchronizace (ovarial synchronization, estrous synchronization) je umělé vyvolání říje, které zpravidla slouží k provedení umělé inseminace. Podstatou je aplikace hormonů a to buď ve formě injekční (podávají lékaři), nebo formou poševních tamponů napuštěných hormony (aplikují chovatelé). Může se týkat jediného zvířete nebo skupiny zvířat. Existuje mnoho specialit od různých výrobců na provádění synchronizace říje, mnoho odlišných metodik a vzájemných kombinací metod.
Ve velkochovech se synchronizace říje používá ke sladění ovulací celého turnusu. Pokud se synchronizace říje provádí u celého stáda, pak samotný systém eliminuje tiché říje (nelze je pozorovat, probíhají skrytě), respektive vyhledávání říjí je zbytečné. Samice, které absolvují pokus o synchronizaci opakovaně a následně nezabřeznou, jsou vyřazeny z chovu.
Zvolit si dopředu čas inseminace (připouštění) je ekonomicky i chovatelsky vysoce žádoucí.

## Metody ovariální synchronizace
Ovsynch je zkratka (ovarial synchronization) a je používán u synchronizace říje krav. Existuje mnoho programů ovsynch, které se mírně liší podle toho, co za speciality (léky) se podávají.

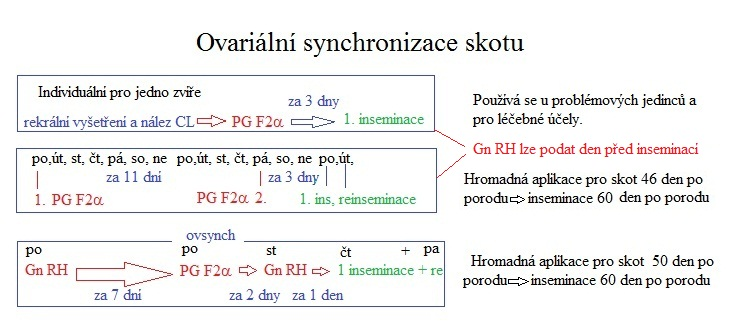
ovsynch

Duble ovsynch neboli dvojitá synchronizace je opakování postupu u jednoduché ovariální synchronizace. Některé firmy tento pojem neuznávají, je součástí ovariální synchronizace.
Příprava na ovulaci je dlouhá, což zvyšuje servis periodu (prodlouží se laktace).
Presynch je zkratka (presynchronization) a používá se pro zákrok před samotnou synchronizací. Opakovaně se podává PGF2α (až 3× v intervalu 14 dní), což zvýší procento zabřezávání, ale přípravu to neúměrně prodlouží (o více než měsíc).
Cosynch (coinciding synch) je název pro synchronizaci, kde se poslední aplikace hormonů podává společně s inseminací. Ušetří se tak jedna manipulace se zvířetem na úkor procenta zabřezávání. Společně s každou inseminací lze podat Gn Rh. Účinnější je, když se podá 4 – 20 hodin před inseminací (podle druhu léku). Z hlediska spolehlivosti lze Co-synch považovat za zlozvyk, který usnadňuje organizaci práce, ale ničí stádo.
PRID ( progesterone-releasing intravaginal device) je použití poševních tamponů napuštěných progesteronem. Tampony utlumí říji, po jejich vyjmutí dochází ke zpětné vazbě (feedback), která vyvolá říji. Nejčastěji se používá u ovcí či koz. Tampony se zavedou do pochvy a ponechají se tam 12-14 dnů dle konkrétního výrobku. K ovulaci dojde za 1–3 dny po jejich vyjmutí.
CIDR (Controlled internal drug release) je termín používaný pro použití poševních tamponů napuštěných hormony (progesteronem) plus doplnění o další podání hormonů po vyjmutí tamponů (případně i před).
Jedná se tedy o kombinaci poševních tamponů s dalšími typy hormonálního ošetření. Další možností je použití terčíků či podkožních aplikátorů, které uvolňují hormony. Po jejich vyjmutí následuje říje.
Například u mléčného skotu se tampony dávají na 5 dnů, při jejich vyjmutí se aplikuje PG F2a a za 3 dny se provádí inseminace. Před inseminací lze na zpřesnění ovulace podat Gn RH (12–24 hodin předem).

## Hlavní hormony používané při synchronizaci říje
Pro synchronizaci říje se používá široká škála hormonů působících na několika odlišných úrovních. Nejvýše v hierarchii stojí Rh (releasing hormony) ty jsou vylučovány hypotalamem (liberiny) a podporují vylučování LH (luteinizační hormon) a FSH (folikulo stimulující hormon) v hypofýze (následkem je říje). O stupeň níže jsou hormony pohlavních žláz  – estrogeny (folikul), progesteron (žluté tělísko).  Nejníže v hierarchii stojí hormony vylučované dělohou (prostaglandin F2 alfa) nebo placentou (choriový gonadotropin). Existuje zpětná vazba (feedback) mezi jednotlivými stupni hormonální aktivity (snížení hladiny jednoho hormonu vyvolá zvýšení druhého).

1. PG F2α( prostaglandin F2α) je hormon vylučovaný stěnou dělohy. Používá se jeho syntetický analog kloprostenol. Používá se u skotu, prasat, ovcí, koz i koní.
Jeho účinek je enukleace žlutého tělíska = CL (corpus luteum) neboli luteolýza.
U cyklujících zvířat, která mají CL, dojde po luteolýze automaticky k růstu folikulu a následně ovulaci. Pokud dojde k luteolýze u březích zvířat (dostanou PG F2α), dojde k ukončení těhotenství (raná odúmrť emryí nebo potrat nebo indukovaný porod).
Podle optické točivosti se dá rozdělit na dva izomery: D – cloprostenol (pravotočivý), který je vysoce účinný a L – cloprostenol (levotočivý), jehož účinnost je výrazně nižší.
Speciality vyráběné farmaceutickými firmami mohou být racemáty PG F2α, to znamená, že obsahují jak opticky levotočivou tak pravotočivou složku. Tyto výrobky vyžadují aplikaci větší dávky hormonu, zato jsou vysoce spolehlivé, k ovulaci dochází u většiny krav za 72 hodin (3 dny).
Dexcloprostenol je pravotočivá složka kloprostenolu (pouze účinná složka). Tyto výrobky mají nižší dávkování, často však na úkor většího rozpětí vyvolané ovulace (2–3dny). Vhodné jsou při opakovaném podávání (presynch), mají menší procento komplikací v případě neúspěchu.
2. Gn-RH (gonadotropin releasing hormon) je hormon hypotalamo-hypofyzárního komplexu. Jeho úkolem je uvolnění vajíčka z folikulu (ovulace). Lze ho podat před každou inseminací, zpravidla 4 až 20 hodin podle druhu léku. Pro zjednodušení ho podávají někteří inseminátoři těsně před inseminací, což nemůže ublížit. Pokud spermie přežijí v děloze dostatečně dlouho, pak k nim vajíčko po indukované ovulaci doputuje včas.
Používají se syntetické deriváty např. Depherelin, který má účinek na syntézu obou gonadotropních hormonů (LH – luteinizační i FSH – folikuly stimulující).

3. Progesteron (hormon žlutého tělíska) – zajišťuje březost. Jeho hladina po zabřeznutí vzroste, udržuje se po celou dobu březosti. Pokud dojde k náhlému poklesu hladiny progesteronu u cyklujících zvířat, automaticky dojde ke zpětné vazbě, tedy růstu folikulu a říji (využívá se u poševních tamponů).
Progesteron je synteticky vyráběn . Deriváty progesteronu jako norgestomet jsou vysoce stabilní, vydrží v prostředí mnoho týdnů. Používaný je mimo jiné ve formě terčíků do ucha skotu (obdoba poševních tamponů), kdy po jejich odstranění dojde k indukci říje.

4. Sérový gonadotropin  – vyvolá říji. Podává se injekčně bezprostředně po vytažení intravaginálních tamponů (PRID) u ovcí, koz a skotu. Vyvolá říji u prasnic a ramlic.
Jednou z metod jeho výroby je izolace ze séra březích klisen (PMSG – pregnant mare serum gonadotropin). Do krve je vylučován plodovými obaly (chorion).  U ostatních druhů zvířat má delší účinnost, ovulace je spolehlivější. Samotná výroba je předmětem oprávněné kritiky. Opakované odběry krve březím klisnám jsou spornou technikou dodnes využívanou i v ČR. Používání tohoto hormonu v přírodní formě je na ústupu (je drahé).

## Skot
U masných plemen je synchronizace říje méně častá, zpravidla se provádí jen v plemenných chovech.
U mléčných stád je synchronizace říje součástí běžného provozu.
Nejčastější metoda je dvojí podání PGF2α v intervalu 11 dní. Inseminace následuje třetí den po injekci. Zpřesnění ovulace je možno provádět aplikací Gn RH a to 4–12 hodin před inseminací. Podávat hormon těsně před inseminací, je možné, ale málo účinné.
Účinnost ovariální synchronizace je přímo závislá na účinnosti inseminace, která bývá v rozmezí 40–80% (včetně reinseminace). U mléčných stád je počet inseminací potřebných k zabřeznutí větší než 2, jinými slovy na zabřeznutí je třeba více než dvou synchronizací. Včasná diagnostika březosti je podmínkou pro úspěšné provedení dalších pokusů o synchronizaci a zabřeznutí. U mléčných stád nedochází k telení co 12 měsíců, ale běžně co 13 až 14 měsíců (servis perioda kolem 150 dní). Je to způsobeno problémy se zabřezáváním krav. Obdobné je to se životností dojnic, obvykle se pohybuje pouze kolem 3 laktací (5 let stáří). Pro srovnání u masných stád dá kráva 10 i více telat (12 let stáří i více).
Čím je užitkovost větší, tím kratší dobu přežívají vajíčka, tím kratší dobu mají spermie na jejich oplodnění. Metabolické poruchy navíc snižují motilitu (pohyblivost) i přežívání spermií, zhoršují nidaci (zakotvení embrya do stěny děložní).
Načasovat inseminaci a ovulaci s přesností hodiny, je obtížné.
Ekonomika chovu závisí na včasném zabřezávání: Bez reprodukce není produkce.

## Prasnice
Ve velkochovech prasat je turnus základem úspěchu. U prasnic je skupina (turnus) prasnic odstaven od selat ve stejný den. Tento postup vyvolá přirozenou říji u prasnic. Na doladění termínu říje provádí někteří chovatelé ovariální synchronizaci. Stejný den je turnus inseminován. Stejný turnus prasnic o 112–116 dní později porodí, jejich selata jsou ve stejném termínu přemístěna do předvýkrmu prasat, později do výkrmny. Turnusové naskladňování a vyskladňování je podmínkou provozu velkochovů.

## Ovce a kozy
V extenzivních chovech se ovariální synchronizace neprovádí, provozuje se přirozená plemenitba. Termín počátku bahnění je dán dnem, kdy je do chovu vpuštěn beran (kozel).
Pokud se u chovných stád provádí inseminace, pak je často používanou metodou vložení poševních tampónů, které obsahují progesteron. Po jejich vyjmutí dojde do 3 dnů k ovulaci. Současně s vyjmutím tamponů lze podat injekčně sérový gonadotropin. Tato metoda má časté nežádoucí účinky v podobě vaginitidy či endometritidy, což inseminaci zcela znemožňuje nebo alespoň zhoršuje její výsledky.

## Klisny
U plemenného materiálu některých plemen (anglický plnokrevník) není inseminace vůbec povolena. Vyvolání říje se děje individuálně dle zdravotního stavu klisny.
Na zabránění potratu se u klisen s rizikovou březostí může podávat progesteron do krmení (dávkuje chovatel). Pouhé potřísnění pokožky vyvolá u žen vážné narušení cyklu, které může mít trvalé následky. Progesteron podávaný touto formou zatěžuje stájové prostředí i okolí, stává se hrozbou přirozené plemenitby.

## Králíci
U velkochovů králíků se provádí inseminace. Příprava ramlic probíhá podáním sérového gonadotropinu 3 dny před inseminací v dávce 30 jednotek pro toto malou podkožní injekcí.
U přirozené plemenitby není třeba podávat hormony, ramlice mají indukovanou ovulaci, po nakrytí samcem dojde přirozeně k ovulaci a zabřeznutí.

## Komplikace
Čím větší jsou dávky hormonů, čím více je aplikací a čím déle probíhají, o to jsou komplikace závažnější.
1. Tiché říje, nepravidelné říje až acyklie (neříjí se vůbec) – ztěžují následné zabřeznutí
2. Ovariální cysty (folikulární cysty a cysty žlutého tělíska) – zvýšená brakace
3. Hnisání (vaginitidy, endometritidy = záněty vagíny a endometria dělohy) – snížení účinnosti inseminace
Po neúspěšném pokusu o zabřeznutí je nutno samice co nejdřív úspěšně inseminovat. Každý další pokus je obtížnější, má nižší účinnost. Po několika neúspěších končí zvíře na jatkách.

## Ekologické aspekty
Veškeré hormony podávané během ovariální synchronizace jsou univerzální, účinné na mnoho druhů zvířat i na lidi. Mnohé z nich jsou velice stabilní, vylučují se mlékem i močí, jsou obsaženy ve statkových hnojivech, zatěžují povrchové vody, mění chování ryb, způsobují jejich neplodnost.
Mléko nemá po podání hormonů žádnou ochrannou lhůtu (dodává se do mlékáren), přestože nález hormonů je několikanásobně větší než při přirozeném průběhu říje. Zatěžuje se tím potravinový řetězec i prostředí.
Mnoho hormonů se vstřebává u lidí nejen trávicím traktem, ale i přes kůži. Samotná aplikace přípravků je riziko. Například poševní tampony, které jsou v pochvě zvířete mnoho dnů, obsahují progesteron, nesmí se jich dotknout těhotné ženy a ženy v plodném věku. Dodržet takové podmínky v chovech, kde se ženy denně dotýkají zvířat s poševními tampony, je téměř nemožné. Používání poševních tamponů patří k nejrizikovějším praktikám ovariální synchronizace.
Podávání progesteronu do krmení klisen je ještě riskantnější a méně ekologické (díky vysokým dávkám progesteronu).
Masivní a opakované podávání hormonů samicím je současnost moderního zemědělství. Poruchy plodnosti zvířat i lidí jsou jejich následkem.

## Ekonomika
Chov mléčných stád skotu je zcela závislý na ovariální synchronizaci. Čím jsou stáda více užitková, tím hůř se vyhledává říje, tím horší jsou výsledky inseminace.
Ovariální synchronizaci lze úspěšně provádět jen v kvalitních a stabilních stádech.
Chybně prováděná ovariální synchronizace znamená pro chov značné ztráty. Dlouhodobé nezvládnutí synchronizace může skončit likvidací chovu mléčného skotu.